# 古林睿煬
古林 睿煬（グーリン・ルェヤン、2000年6月12日 - ）は、台湾（中華民国）・台中市出身のプロ野球選手（投手）。右投右打。北海道日本ハムファイターズ所属。
タイヤル族。愛称は「台灣金孫」「府城金孫」「火球男」。
姓の古林は2文字の複姓ではなく、両親の「古」と「林」姓を組み合わせた双姓。これは郭李建夫などと同じ。

## 経歴

### プロ入りと統一時代

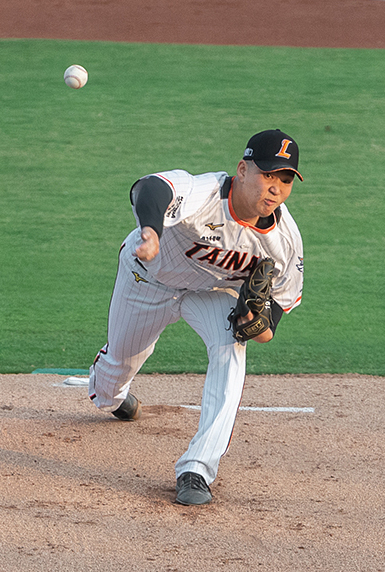
統一時代
（2021年3月13日）

2018年の中華職業棒球大聯盟（CPBL）ドラフトにて統一セブンイレブン・ライオンズから1位指名され入団。
2020年7月1日の富邦ガーディアンズ戦で先発登板して5回1失点と好投し、プロ初勝利を記録した。
2021年は、中信兄弟との開幕戦においてCPBL史上最年少（20歳274日）で開幕投手を務めたが、開幕戦史上最短となる2回（3失点）で降板した。
2023年8月には、月間防御率0.68という好成績を収めた。10月1日から10月7日までに開催されたアジア競技大会のチャイニーズタイペイ代表に選出された。また、シーズン終了後には2023 アジア プロ野球チャンピオンシップのチャイニーズタイペイ代表に選出され、日本との開幕戦に先発登板して6回途中までパーフェクトに抑えるなど好投し、注目を集めた。
2024年のシーズンには、CPBLの最優秀防御率と年間最優秀選手（MVP）を獲得し、またCPBLとしては驚異的である防御率1.66、セイバーメトリクス重視のFIP1.778を記録し、シーズンオフにポスティングシステムを利用して海外球団へ移籍することを目指した。NPBの北海道日本ハムファイターズが優先交渉権を獲得。

### 日本ハム時代
2024年11月20日に契約合意が発表された。日本ハムによる落札金額は100万ドルと推定され、3年契約で総額170万ドルプラス出来高払いの契約を結んだ。背番号は37。記者会見では、幼少期からの憧れであるダルビッシュ有選手からの祝福メッセージも披露された。
2025年はシーズン開幕前の2月3日に第6回ワールド・ベースボール・クラシック (WBC) 予選のチャイニーズタイペイ代表に選出された。

## 選手としての特徴
オーバースローから最速157km/hのフォーシームを軸にフォーク、カーブ、スライダーを投げ分ける本格派右腕。特に四球を与えないことに注意を払い、球数が不利な場面ではストライクゾーンに速球を使うことが多い。特に速球の使い方が目立ち、2022年シーズンから2023年シーズン途中までの速球RV（球価）は18.7。2024年シーズンの速球の平均球速は約147km/h、速球使用率は約68%と、打者に対して非常に有効な武器となっている。速球には少なくともフォーシームとツーシームの2種類がある。さらに、2024年シーズンでは、全投球の約17％がフォークを、約10％がカーブを使用している。そのフォークは台湾では「絶殺球種（必殺技）」と呼ばれ、その有効性は被打率が極めて低く、打者が長打を打ちにくいことで証明されており、左打者の内角を攻めるために使われることがある。カーブも投球スタイルの1つであり、これら様々な球種を使い分けることで打者に高いプレッシャーを与える。

## 詳細情報

### 年度別投手成績
| 年 度     | 球 団     | 登 板 | 先 発 | 完 投 | 完 封 | 無 四 球 | 勝 利 | 敗 戦 | セ 丨 ブ | ホ 丨 ル ド | 勝 率 | 打 者 | 投 球 回 | 被 安 打 | 被 本 塁 打 | 与 四 球 | 敬 遠 | 与 死 球 | 奪 三 振 | 暴 投 | ボ 丨 ク | 失 点 | 自 責 点 | 防 御 率 | W H I P |
| --------- | --------- | ----- | ----- | ----- | ----- | -------- | ----- | ----- | -------- | ----------- | ----- | ----- | -------- | -------- | ----------- | -------- | ----- | -------- | -------- | ----- | -------- | ----- | -------- | -------- | ------- |
| 2019      | 統一      | 1     | 1     | 0     | 0     | 0        | 0     | 1     | 0        | 0           | .000  | 23    | 5.0      | 5        | 1           | 3        | 0     | 0        | 6        | 0     | 0        | 3     | 2        | 3.60     | 1.60    |
| 2020      | 統一      | 3     | 3     | 0     | 0     | 0        | 2     | 0     | 0        | 0           | 1.000 | 57    | 12.0     | 17       | 0           | 8        | 0     | 0        | 14       | 1     | 1        | 7     | 7        | 5.25     | 2.08    |
| 2021      | 統一      | 20    | 20    | 1     | 0     | 0        | 8     | 6     | 0        | 0           | .571  | 424   | 100.0    | 88       | 8           | 37       | 0     | 2        | 106      | 2     | 0        | 44    | 35       | 3.15     | 1.25    |
| 2022      | 統一      | 12    | 12    | 0     | 0     | 0        | 7     | 4     | 0        | 0           | .636  | 262   | 62.0     | 59       | 3           | 22       | 0     | 0        | 70       | 3     | 0        | 29    | 23       | 3.34     | 1.31    |
| 2023      | 統一      | 13    | 13    | 0     | 0     | 0        | 5     | 2     | 0        | 0           | .714  | 311   | 80.0     | 56       | 4           | 15       | 0     | 3        | 52       | 4     | 0        | 19    | 16       | 1.80     | 0.89    |
| 2024      | 統一      | 21    | 21    | 0     | 0     | 0        | 10    | 2     | 0        | 0           | .833  | 501   | 125.0    | 106      | 3           | 28       | 1     | 3        | 150      | 6     | 0        | 25    | 23       | 1.66     | 1.07    |
| CPBL：6年 | CPBL：6年 | 70    | 70    | 1     | 0     | 0        | 32    | 15    | 0        | 0           | .681  | 1578  | 384.0    | 331      | 19          | 113      | 1     | 8        | 398      | 16    | 1        | 127   | 106      | 2.48     | 1.16    |

- 2024年度シーズン終了時

### 年度別守備成績
| 年 度 | 球 団 | 投手  | 投手  | 投手  | 投手  | 投手  | 投手     |
| 年 度 | 球 団 | 試 合 | 刺 殺 | 補 殺 | 失 策 | 併 殺 | 守 備 率 |
| ----- | ----- | ----- | ----- | ----- | ----- | ----- | -------- |
| 2019  | 統一  | 1     | 1     | 0     | 0     | 0     | 1.000    |
| 2020  | 統一  | 3     | 0     | 1     | 0     | 0     | 1.000    |
| 2021  | 統一  | 20    | 3     | 14    | 0     | 1     | 1.000    |
| 2022  | 統一  | 12    | 9     | 8     | 3     | 1     | .850     |
| 2023  | 統一  | 13    | 6     | 7     | 1     | 1     | .929     |
| 2024  | 統一  | 21    | 6     | 12    | 0     | 1     | 1.000    |
| CPBL  | CPBL  | 70    | 25    | 42    | 4     | 4     | .944     |

- 2024年度シーズン終了時

### 表彰
CPBL
- 最優秀選手：1回（2024年）
- 最優秀防御率：1回（2024年）
- ベストナイン：1回（投手部門：2024年）
- 月間MVP：2回（投手部門：2022年6月、2024年8月）

### 記録

#### CPBL
- オールスターゲーム出場：3回（2022年 - 2024年）

#### NPB
初記録
投手記録
- 初登板・初先発登板：2025年4月23日、対東北楽天ゴールデンイーグルス5回戦（エスコンフィールドHOKKAIDO）、5.2回7失点（自責点5）で敗戦投手[25]
- 初奪三振：同上、2回表に堀内謙伍から空振り三振
- 初勝利・初先発勝利：2025年5月1日、対福岡ソフトバンクホークス5回戦（みずほPayPayドーム福岡）、7回2失点[26]
- 初完投・初完投勝利・初完封：2025年5月11日、対東北楽天ゴールデンイーグルス8回戦（エスコンフィールドHOKKAIDO）、9回無失点※完封はCPBL時代も通じてプロ初、マダックスも達成[27]

### 背番号
- 19（2018年 - 2024年）
- 37（2025年[1] - ）

### 代表歴
- 2022年アジア競技大会チャイニーズタイペイ代表
- 2023 アジア プロ野球チャンピオンシップ チャイニーズタイペイ代表